# Dalpiaziella brevicauda
Dalpiaziella brevicauda è un pesce osseo estinto, appartenente agli anguilliformi. Visse nell’Eocene medio (circa 48 – 50 milioni di anni fa) e i suoi resti fossili sono stati ritrovati in Italia, nel famoso giacimento di Monte Bolca.

## Descrizione
Questo pesce, di dimensioni medie, poteva superare la lunghezza di 30 centimetri. Era dotato di un corpo allungato simile a quello di una murena attuale, ma la coda era piuttosto corta e insolitamente alta. La testa era stretta, dotata di occhi piccoli e di un’apertura boccale estremamente profonda, molto simile a quella delle murene. La pinna dorsale si originava appena dopo la testa, e correva lungo tutto il dorso per unirsi a quella caudale (piuttosto appuntita), la quale confluiva in quella anale per poi terminare all’incirca a metà del corpo. Le pinne pettorali erano molto piccole. 

## Classificazione
Dalpiaziella brevicauda venne descritta per la prima volta nel 1962 da Cadrobbi, sulla base di resti fossili ottimamente conservati e ritrovati nella famosa Pesciara di Bolca, in provincia di Verona. Dalpiaziella appartiene a una radiazione di anguilliformi arcaici, i Paranguillidae, probabilmente imparentati con le murene attuali. Un’altra forma assai simile è Paranguilla, i cui fossili sono stati ritrovati nello stesso giacimento. 

## Paleobiologia
Dalpiaziella doveva avere uno stile di vita simile a quello delle attuali murene, nascondendosi negli anfratti rocciosi per poi predare pesci più piccoli nelle lagune tropicali europee dell’Eocene.